# Terry Jones (Prediger)

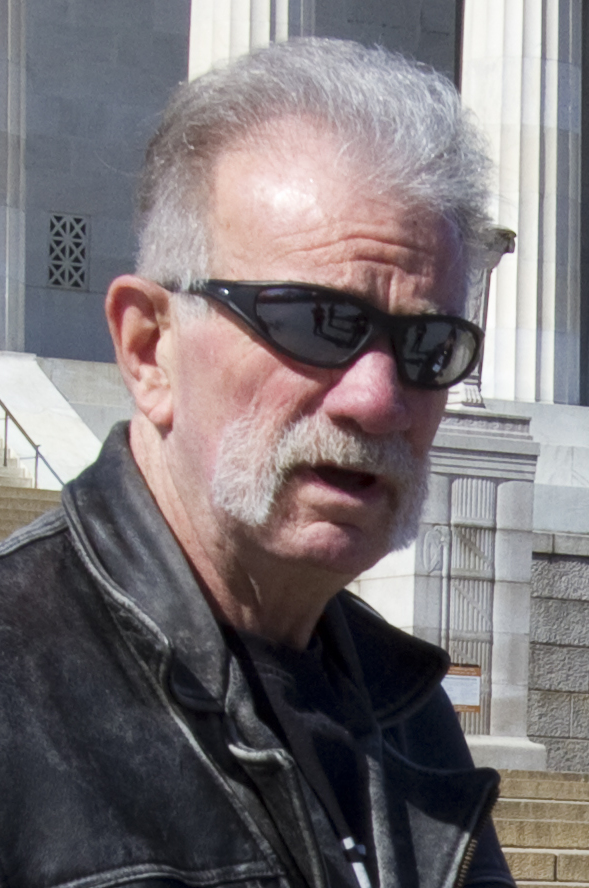
Terry Jones im März 2011 im Lincoln Memorial.

Terry Jones (* Oktober 1951 in Cape Girardeau, Missouri) ist ein US-amerikanischer islamfeindlicher Hassprediger aus Gainesville, Florida, wo er mit seiner Frau das „Dove World Outreach Center“ leitet. Er erregte im September 2010 weltweit Aufsehen durch seine Ankündigung, eine öffentliche Koranverbrennung durchzuführen, die er jedoch absagte. 2010 veröffentlichte er die anti-islamische Polemik Islam is of the Devil. Jones gehört keiner etablierten religiösen Konfession an.

## Wirken

### Christliche Gemeinde Köln
Nach einer Tätigkeit als Hotel-Manager arbeitete Terry Jones ab 1978 insgesamt 30 Jahre lang als Missionar in Deutschland, zunächst für die Maranatha Campus Ministries. Für diese gründete er im Jahre 1981 die „Christliche Gemeinde Köln“ (CGK), die er bis 2008 leitete. Die junge Freikirche hatte Mitte der 1990er etwa 800 bis 1000 Gottesdienstbesucher.  Jones soll diese mit hierarchischen Strukturen durch Manipulation, obskure Heilsversprechen, Angst und Kontrolle betrieben haben. Es ging mehr und mehr um Geld, Teenager arbeiteten gratis im Zweckbetrieb „TS & Company“ und wurden zur „Pastorenausbildung“ in die Dove World Outreach Academy geschickt und dort völlig von der Außenwelt abgeschottet. Die Zeit war geprägt durch „Hasspredigten“. 2008 wurde Jones wegen „Geltungssucht“ von der Leitung entbunden.
2002 wurde Jones vom Amtsgericht Köln wegen Führens eines in Deutschland nicht zulässigen Doktorgrades zu einer Geldbuße von 3000 Euro verurteilt. 2004 wurde er, parallel zu seiner Kölner Gemeinde, Pastor der etwa 50 Mitglieder umfassenden unabhängigen fundamentalistischen Gemeinschaft Dove World Outreach Center in Gainesville, Florida.
In Köln wurde Terry Jones mit finanziellen Unregelmäßigkeiten in Verbindung gebracht. Die Gemeinde verurteilte diese und andere Verhaltensweisen aufs Schärfste und entband ihn 2008 „wegen unhaltbarer theologischer Aussagen und Geltungssucht von der Leitung“. Seine Kölner Gemeinde warf ihm vor, er habe nicht die biblischen Maßstäbe und Werte nach außen getragen, sondern vielmehr sich selbst als Persönlichkeit. Die CGK bezeichnet sich selbst im Nachhinein für die Zeit unter Jones’ Leitung als Sekte.

### Dove World Outreach Center
Das Dove World Outreach Center (DWOC) ist eine kleine, 50 Gemeindemitglieder zählende Freikirche in Gainesville, Florida, die 1986 vom 1996 verstorbenen Donald Northrup gemeinsam mit Co-Pastor Richard H. Wright gegründet wurde und seit 2004 von Terry und Sylvia Jones geführt wird. Jones und Northrup gehörten beide zu Maranatha Campus Ministries, wo sie sich erstmals begegneten. Die DWOC gehört zu keiner christlichen Konfession und hat keine Kontakte zu anderen Pastoren in der Stadt.
In den USA war die Gemeinde schon vor dem Konflikt um den Burn a Koran Day durch ihre an Sekten erinnernden Methoden, islam- und homosexuellenfeindlichen Aktionen aufgefallen, die ihr seit ihrer weltweiten Bekanntheit Kritik einbrachten.
Die Dove World Church unterhält in Gainesville ein Schulungscenter namens Dove World Outreach Academy, dessen Studenten von jedem Kontakt mit der Außenwelt ferngehalten werden und unbezahlt für die Kirche arbeiten. Besuche der Familie, Heimfahrten wegen Beerdigungen oder Hochzeiten waren nicht erlaubt.
Aufgrund des Burn a Koran Day spricht Richard Land, Präsident der Ethik- und Freiheitskommission der Southern Baptist Convention, der Gemeinde den christlichen Glauben ab.
Durch seine Anti-Homosexuellen- und Anti-Islam-Aktionen sorgte Jones international für Aufsehen und Kritik. Der Sektenbeauftragte der evangelischen Kirche im Rheinland, Andrew Schäfer, bezeichnet Jones als Fundamentalisten und berichtet, der Pastor habe in Deutschland eine „ausgeprägte Dämonenlehre“ und Gehirnwäsche betrieben sowie Gemeindemitglieder dazu gedrängt, ihre Kinder mit der Rute zu züchtigen.

## „International Burn a Koran Day“
International distanzierten sich der Evangelikale Weltverband (WEA) und zahlreiche andere Organisationen von Jones und der geplanten Aktion und verurteilten das Vorhaben als „unerträgliche Provokation“. Der US-Oberbefehlshaber der ISAF in Afghanistan, General David Petraeus, sah in der geplanten Koranverbrennung eine Gefährdung US-amerikanischer Soldaten. In Deutschland hat unter anderem der evangelikale Dachverband Deutsche Evangelische Allianz die geplanten Koranverbrennungen mit deutlichen Worten verurteilt.  Auch der zweite Vorsitzende der christlichen Gemeinde Köln, Stephan Baar, sagte: „Wir sind sehr betrübt über dieses Vorhaben. Den Geist, den Jones anklagt, bringt er selber mit – diese Gewaltbereitschaft, diesen Fanatismus.“
Ende September berichteten amerikanische Medien, dass die Stadt Gainesville Jones eine Rechnung über $ 200.000 aufgrund der durch sein Handeln verursachten Sicherheitsmaßnahmen zukommen lassen habe. Jones erklärte, die Zahlung dieser Summe würde den Bankrott seiner Gemeinde nach sich ziehen. Er kündigte an, gerichtlich gegen die Forderung vorzugehen. Seine Gemeinde würde nach Tampa umziehen, da in Gainesville die Unterstützung zu wünschen übrig lasse.
Anfang 2011 wurde Jones aufgrund der Aktion und sonstiger Kommentare die Einreise ins Vereinigte Königreich verweigert.
Am 21. März 2011 wurde nach einem Scheinprozess gegen den Koran in der Kirche die Koranverbrennung im Beisein von Terry Jones als „Zeuge“ durchgeführt. Als Reaktion darauf kam es in Afghanistan zu gewalttätigen Protesten, bei denen sieben UN-Mitarbeiter getötet wurden und 76 Menschen verletzt wurden (darunter drei NATO-Soldaten).
Bei der Fahrt zu einer geplanten Koranverbrennung anlässlich des Jahrestages der Terroranschläge vom 11. September wurde Jones 2013 in Mulberry (Florida) festgenommen. Er war mit einem Pick-up mit etwa 3.000 benzingetränkten Koranausgaben, einem großen Grill und einem Reservebehälter mit Benzin unterwegs. Anklage droht ihm wegen illegalen Transports von Treibstoff und offenen Tragens einer Schusswaffe.

## Einreiseverbot in Deutschland
Im September 2012 wurde vom Bundesinnenministerium auf Initiative des Bundesaußenministers Guido Westerwelle ein Einreiseverbot gegen Terry Jones verhängt. Er wurde zuvor von Manfred Rouhs, dem Vorsitzenden der rechtsextremen Partei Bürgerbewegung pro Deutschland nach Deutschland eingeladen, um den islamfeindlichen Film Innocence of Muslims in Deutschland vorzustellen. Eine Einreise des von Westerwelle als „Hassprediger“ bezeichneten Jones würde dem „Interesse an der Aufrechterhaltung der öffentlichen Ordnung“ widersprechen. Bundesaußenminister Guido Westerwelle begründete das Einreiseverbot mit den Worten:

„‚Wir wollen keine Hassprediger in Deutschland haben.‘ So wie es in der arabischen Welt Extremisten gebe, so gebe es auch Fundamentalisten in der westlichen Welt. Man werde verhindern, dass ‚solche Leute hier ihr Unwesen treiben.‘“

Formal begründet wurde das Einreiseverbot mit dem Schengener Abkommen und dem deutschen Ausländerrecht.

## Verurteilung 2012 in Ägypten
Wegen Gotteslästerung wurde Jones im Zusammenhang mit dem Film Innocence of Muslims zusammen mit sieben anderen Männern im November 2012 von einem ägyptischen Gericht in Abwesenheit zum Tode verurteilt. Das Urteil wurde am 29. Januar 2013 bestätigt.

## Publikationen
- Terry Jones: Islam is of the Devil. Creation House, Lake Mary (Florida) 2010, ISBN 978-1-61638-172-1.